# Ряпош, Ян
Ян Ряпош (словац. Ján Riapoš; род. 28 сентября 1968, Хельпа, Брезно) — словацкий паралимпиец, выступавший в соревнованиях по настольному теннису. четырёхкратный паралимпийский чемпион и серебряный призёр; титулованнее Ряпоша только Генрите Фаркаш (5 золотых, 1 серебряная, 1 бронзовая медали). Он является председателем Словацкого паралимпийского комитета и председателем Словацкой ассоциации спортсменов с ограниченными возможностями.

## Биография
В 1993 году попал в автомобильную аварию, получив травму спинного мозга.

### Спорт
На летних Паралимпийских играх 2012 года в Лондоне он достиг наибольшего успеха, одержав победу как в индивидуальном зачёте, так и в командном вместе с Растиславом Ревуцким и Мартином Людровским.
В 2016 году в возрасте 47 лет выступил на Паралимпийских играх в Рио. В личном турнире уступил в четвертьфинале чеху Иржи Суханеку, став в итоге пятым. В команде стал четвёртым.

### Вне спорта
С 2002 года Ряпош является председателем Словацкой ассоциации спортсменов-инвалидов, а с 2003 года — председателем Словацкого паралимпийского комитета.
31 августа 2006 года президент Словакии Иван Гашпарович вручил ему орден Людовита Штура третьего класса за выдающиеся заслуги в развитии спорта для инвалидов.
Ян Ряпош изучал общественные науки на факультете здравоохранения и социальной работы университета в Трнаве.
Перед первым туром президентских выборов 2014 года он публично поддержал кандидатуру Роберта Фицо.
19 ноября 2018 года в Колледже здравоохранения и социальной работы святой Елизаветы Яну Ряпошу была присвоена степень почётного доктора (доктора философии) «за представительство Словакии за рубежом и 25 лет работы со спортсменами с ограниченными возможностями».